# Musée d'Art d'Almería
Le Musée d'Art d'Almería est un musée public municipal situé dans la ville d'Almería (province d'Almería, Andalousie, Espagne) et consacré à l'art contemporain almérien, du XIXe siècle à nos jours. Il abrite principalement des peintures et des sculptures. Le musée est divisé en deux sites : le Musée d'Art Doña Pakyta et le Musée d'Art d'Almería - Espace 2.

## Histoire

### Musée d'Art Doña Pakyta (1880-2015)
Situé dans le bâtiment connu sous le nom de « Casa Vasca » ou « Casa Montoya » (Plaza Emilio Pérez, 2). Dans les années 1980, Doña Francisca Díaz Torres, plus connue sous le nom de Doña Paquita, a décidé de faire don à la municipalité d'Almería de ce qui avait été sa maison pendant des années, afin de le transformer en centre culturel et en espace d'exposition permanente après sa mort. Une villa à l'esthétique nordique unique, construite en 1928 par l'architecte almérien Guillermo Langle Rubio, à la demande d'Antonio González Egea, le beau-père de Doña Paquita,,.
En mai 2014, à la suite du décès de la propriétaire (la veuve de José González Montoya), la villa située au bout du Paseo est entrée dans le patrimoine municipal et les travaux ont commencé pour adapter le rez-de-chaussée et le premier étage à la nouvelle destination du bâtiment : accueillir le premier siège du Musée d'Art d'Almería.
Un nouvel équipement culturel qui, grâce à la somme des synergies entre le Consistoire d'Almeria et la Fondation d'art Ibáñez Cosentino, permettra aux visiteurs d'avoir un large aperçu de l'art d'Almeria, des années 1880 aux années 1970.
La collection permanente du musée comprend un total de sept salles.

#### Salle 1: XIXe siècle
Peinture almérienne du XIXe siècles, avec des œuvres d'Antonio Bedmar, Andrea Giuliani, Carlos López Redondo, Joaquín Martínez de la Vega, José Díaz Molina et Manuel Luque, entre autres.

#### Salle 2: Réalisme et académisme
Salle consacrée à l'art d'Almeria dans les premières décennies du XXe siècles. On y trouve des peintures et des sculptures de Juan Cristóbal, Ángel de la Fuente, Pedro Antonio Martínez Expósita, Moncada Calvache et José Gómez Abad.

#### Salle 3: Avant-garde internationale
Salle consacrée aux artistes almériens Ginés Parra, Federico Castellón et Eduardo Cruz.

#### Salles 4, 5 et 6: Mouvement Indaliano
Les salles de l'étage supérieur sont consacrées au "Mouvement Indaliano", un mouvement d'avant-garde né à Almería à partir de 1945 et composé des artistes almériens Jesús Pérez de Perceval y del Moral, Antonio López Díaz, Francisco Capuleto, Luis Cañadas, Francisco Alcaraz, Miguel Cantón Checa et Miguel Rueda.

#### Salle 7: Órbita de los Indalianos
Artistes liés au mouvement indalien, tels que Miguel Martínez, Pituco, Carmen Pinteño, Paquita Soriano, Antonio Robles Cabrera et Bartolomé Marín, entre autres.
Depuis 2023, le musée dispose également de deux espaces dédiés aux expositions temporaires : Sala Camina et Sala B.

### Contexte de l'espace 2: El Cama - Centre d'art Musée d'Almeria (1998-2015)
L'ancienne CAMA, aujourd'hui appelée Espacio 2, occupait deux bâtiments reliés entre eux. L'un d'eux est un exemple clair d'architecture contemporaine, un bâtiment rationaliste intéressant, aux lignes épurées, distribué autour d'une cour centrale.
L'autre est une ancienne villa de style néo-mudéjar construite en 1927 par l'architecte almérien Guillermo Langle Rubio. Bombardée en 1937 et pillée pendant la guerre d'Espagne, elle a été rénovée par le même architecte en 1943. Elle a abrité le Preventorio Infantil del Niño Jesús, qui a fonctionné comme un préventorium pour les enfants atteints de tuberculose entre 1945 et 1965.
Dans les années 1990, les galeries pour malades de l'ancienne prison ont été démolies et le nouveau bâtiment a été construit. Dépendant du conseil municipal d'Almería, le CAMA a été inauguré en 1998, avec sa première exposition consacrée à l'artiste catalan Joan Miró. Le centre n'avait pas de collection permanente, mais seulement des expositions temporaires d'art contemporain.
Ces dernières années, la CAMA a connu une augmentation de la variété de ses activités, ayant organisé plus de 25 événements culturels depuis 2006, principalement des expositions picturales d'artistes tels que Francisco de Goya, Joaquín Sorolla, Rafael de Penagos, José Guerrero, Daniel Vázquez Díaz, Joaquín Peinado ou Rafael Zabaleta, d'artistes d'Almeria tels que Ginés Parra, Francisco Alcaraz, Pedro Antonio Martínez ou Juan José Romero et d'artistes contemporains tels que Muher. Il convient également de mentionner les expositions de photographie consacrées à l'AFAL, à Masbedo ou aux photographes almériens Manuel Falces et José María Mellado. En ce qui concerne la sculpture, il y a eu l'exposition consacrée au sculpteur Pablo Serrano,.

### Musée d'Art d'Almería - Espace 2 (depuis 2015)
En 2015, le nom du centre a été modifié lorsqu'il a rejoint le Musée d'Art d'Almería, récemment créé, en tant que deuxième site, le premier site étant le Musée d'Art Doña Pakyta.
Depuis lors, le Musée d'Arte d'Almería Espace 2 présente une collection permanente exclusivement consacrée à l'art almérien, des années 1980 à nos jours. La collection inclut des œuvres de peinture, sculpture, gravure et photographie.

#### Salle 0: Art d'Almeria depuis 1980
Œuvres de Carlos Pérez Siquier, Carlos Pradal et Juan de Haro.

#### Salle 1: Le groupe des années 80.
Œuvres de Nané, Juan Ruiz Miralles, Pedro Gilabert, Rafael Gadea, Ginés Cervantes, Miguel Capel, Martín Pastor et Jesús de Haro, entre autres.

#### Salle 2: Le groupe des années 80 sur l'abstraction
Œuvres de Pepe Bernal, Pedro Segura Cano, Francisco Egea Cerezuela et Toña Gómez, entre autres. Une sculpture de Javier Huecas est également exposée.

#### Salle 3: Figuration et nouveaux réalismes
Peintures d'Abraham Lacalle, Paco de la Torre, Andrés García Ibáñez, Melchor Peropadre, Antonio Egea et César Martínez. Egalement des sculptures de Roberto Manzano et Anne Kampschulte.

#### Salle 4: Photographie d'Almería
Photographies de Diego Vázquez Jiménez (Almería 1840 - ?), Cecilio Paniagua, Jesús de Perceval, José María Artero, José María Mellado, Jorge Rueda, Manuel Falces et Carlos Pérez Siquier, entre autres.
En outre, l'Espace 2 dispose de 3 espaces dédiés aux salles d'exposition temporaire :

#### ARS Céramique
Dans la salle ARS Céramique sont exposés des céramique 

#### Salle Perceval
Situé à l'étage -1, la salle Perceval accueil des expositions temporaires de moyen format.

#### Étage 1
L'étage 1 accueil des expositions temporaires de grand format.